# 小行星7190
小行星7190（英語：7190）是一颗围绕太阳公转的小行星。1993年4月15日，亨利·E·霍爾特在帕洛马山发现了此天体。
这颗小行星的绝对星等为106.32664等。